# Nyarubana
Nyarubana är ett periodiskt vattendrag i Burundi.   Det ligger i provinsen Makamba, i den södra delen av landet, 100 km sydost om huvudstaden Bujumbura.
Omgivningarna runt Nyarubana är en mosaik av jordbruksmark och naturlig växtlighet. Runt Nyarubana är det tätbefolkat, med 343 invånare per kvadratkilometer.